# Marathon masculin aux Jeux olympiques d'été de 2004
Navigation
Sydney 2000 Pékin 2008
L'épreuve du marathon masculin aux Jeux olympiques de 2004 s'est déroulée le 29 août 2004 dans les rues d'Athènes, en Grèce, avec un départ dans la ville de Marathon et une arrivée au Stade panathénaïque. Elle est remportée par l'Italien Stefano Baldini.

## Résultats
| Rang               | Athlète              | Pays                      | Temps           | Notes |
| ------------------ | -------------------- | ------------------------- | --------------- | ----- |
| Médaille d'or      | Stefano Baldini      | Italie                    | 2 h 10 min 55 s |       |
| Médaille d'argent  | Mebrahtom Keflezighi | États-Unis                | 2 h 11 min 29 s | SB    |
| Médaille de bronze | Vanderlei de Lima    | Brésil                    | 2 h 12 min 11 s |       |
| 4                  | Jon Brown            | Grande-Bretagne           | 2 h 12 min 26 s | SB    |
| 5                  | Shigeru Aburaya      | Japon                     | 2 h 13 min 11 s |       |
| 6                  | Toshinari Suwa       | Japon                     | 2 h 13 min 24 s |       |
| 7                  | Eric Wainaina        | Kenya                     | 2 h 13 min 30 s |       |
| 8                  | Alberto Chaíça       | Portugal                  | 2 h 14 min 17 s |       |
| 9                  | Alberico di Cecco    | Italie                    | 2 h 14 min 34 s |       |
| 10                 | Paul Tergat          | Kenya                     | 2 h 14 min 45 s |       |
| 11                 | Jaouad Gharib        | Maroc                     | 2 h 15 min 12 s |       |
| 12                 | Alan Culpepper       | États-Unis                | 2 h 15 min 26 s |       |
| 13                 | Leonid Shvetsov      | Russie                    | 2 h 15 min 28 s |       |
| 14                 | Lee Bong-ju          | Corée du Sud              | 2 h 15 min 33 s |       |
| 15                 | Ambesse Tolosa       | Éthiopie                  | 2 h 15 min 39 s |       |
| 16                 | Gert Thys            | Afrique du Sud            | 2 h 16 min 08 s |       |
| 17                 | Ji Young-joon        | Corée du Sud              | 2 h 16 min 14 s |       |
| 18                 | Antoni Peña          | Espagne                   | 2 h 16 min 38 s |       |
| 19                 | Grigoriy Andreyev    | Russie                    | 2 h 16 min 55 s |       |
| 20                 | Haile Satayin        | Modèle:ISA-d Israël       | 2 h 17 min 25 s |       |
| 21                 | Jonathan Wyatt       | Nouvelle-Zélande          | 2 h 17 min 45 s |       |
| 22                 | Janne Holmen         | Finlande                  | 2 h 17 min 50 s |       |
| 23                 | Dan Robinson         | Grande-Bretagne           | 2 h 17 min 53 s |       |
| 24                 | Nikolaos Polias      | Grèce                     | 2 h 17 min 56 s |       |
| 25                 | Ndabili Bashingili   | Botswana                  | 2 h 18 min 09 s |       |
| 26                 | Pavel Loskutov       | Estonie                   | 2 h 18 min 09 s |       |
| 27                 | José Rios            | Espagne                   | 2 h 18 min 40 s |       |
| 28                 | Lee Troop            | Australie                 | 2 h 18 min 46 s |       |
| 29                 | Michael Buchleitner  | Autriche                  | 2 h 19 min 19 s |       |
| 30                 | Anuradha Cooray      | Sri Lanka                 | 2 h 19 min 24 s |       |
| 31                 | Li Zhuhong           | Chine                     | 2 h 19 min 26 s |       |
| 32                 | Joachim Nshimirimana | Burundi                   | 2 h 19 min 31 s |       |
| 33                 | Dale Warrender       | Nouvelle-Zélande          | 2 h 19 min 42 s |       |
| 34                 | Waldemar Glinka      | Pologne                   | 2 h 19 min 43 s |       |
| 35                 | Jong Myong-chol      | Corée du Nord             | 2 h 19 min 47 s |       |
| 36                 | El-Hassan Lahssini   | France                    | 2 h 19 min 50 s |       |
| 37                 | Michał Bartoszak     | Pologne                   | 2 h 20 min 20 s |       |
| 38                 | Ahmed Jumaa Jaber    | Qatar                     | 2 h 20 min 27 s |       |
| 39                 | Ali Mabrouk El Zaidi | Libye                     | 2 h 20 min 31 s |       |
| 40                 | Samson Ramadhani     | Tanzanie                  | 2 h 20 min 38 s |       |
| 41                 | Lee Myong-seung      | Corée du Sud              | 2 h 21 min 01 s |       |
| 42                 | Tomoaki Kunichika    | Japon                     | 2 h 21 min 13 s |       |
| 43                 | José Alirio Carrasco | Colombie                  | 2 h 21 min 14 s |       |
| 44                 | Ernest Ndjissipou    | République centrafricaine | 2 h 21 min 23 s |       |
| 45                 | Nicholas Harrison    | Australie                 | 2 h 21 min 42 s |       |
| 46                 | Tereje Wodajo        | Éthiopie                  | 2 h 21 min 53 s |       |
| 47                 | Aguelmis Rojas       | Cuba                      | 2 h 21 min 59 s |       |
| 48                 | Abel Chimukoko       | Zimbabwe                  | 2 h 22 min 09 s |       |
| 49                 | Saïd Belhout         | Algérie                   | 2 h 22 min 32 s |       |
| 50                 | Matthew O'Dowd       | Grande-Bretagne           | 2 h 22 min 37 s |       |
| 51                 | Juan Carlos Cardona  | Colombie                  | 2 h 22 min 49 s |       |
| 52                 | Daniele Caimmi       | Italie                    | 2 h 23 min 07 s |       |
| 53                 | João N'Tyamba        | Angola                    | 2 h 23 min 26 s |       |
| 54                 | Roman Kejžar         | Slovénie                  | 2 h 23 min 34 s |       |
| 55                 | Procopio Franco      | Mexique                   | 2 h 23 min 34 s |       |
| 56                 | Wu Wen-chien         | Taipei chinois            | 2 h 23 min 54 s |       |
| 57                 | Antoni Bernado       | Andorre                   | 2 h 23 min 55 s |       |
| 58                 | Julio Rey            | Espagne                   | 2 h 24 min 54 s |       |
| 59                 | Asaf Bimro           | Modèle:ISA-d Israël       | 2 h 25 min 20 s |       |
| 60                 | Sisay Bezabeh        | Australie                 | 2 h 25 min 26 s |       |
| 61                 | Silvio Guerra        | Équateur                  | 2 h 25 min 29 s |       |
| 62                 | Mathias Ntawulikura  | Rwanda                    | 2 h 26 min 05 s |       |
| 63                 | Róbert Štefko        | République tchèque        | 2 h 27 min 12 s |       |
| 64                 | José Amado García    | Guatemala                 | 2 h 27 min 13 s |       |
| 65                 | Dan Browne           | États-Unis                | 2 h 27 min 17 s |       |
| 66                 | Han Gang             | Chine                     | 2 h 27 min 31 s |       |
| 67                 | Eduardo Buenavista   | Philippines               | 2 h 28 min 18 s |       |
| 68                 | Driss El Himer       | France                    | 2 h 29 min 07 s |       |
| 69                 | Andrés Espinosa      | Mexique                   | 2 h 29 min 43 s |       |
| 70                 | Mpesela Ntlot Soeu   | Lesotho                   | 2 h 30 min 19 s |       |
| 71                 | Franklin Tenorio     | Équateur                  | 2 h 31 min 12 s |       |
| 72                 | José Ernani Palalia  | Mexique                   | 2 h 31 min 41 s |       |
| 73                 | Dmitriy Burmakin     | Russie                    | 2 h 31 min 51 s |       |
| 74                 | Mindaugas Pukštas    | Lituanie                  | 2 h 33 min 02 s |       |
| 75                 | Bat-Ochiryn Ser-Od   | Mongolie                  | 2 h 33 min 24 s |       |
| 76                 | Zhu Ronghua          | Chine                     | 2 h 34 min 02 s |       |
| 77                 | Alfredo Arevalo      | Guatemala                 | 2 h 34 min 02 s |       |
| 78                 | António Zeferino     | Cap-Vert                  | 2 h 36 min 22 s |       |
| 79                 | Valery Pisarev       | Kirghizistan              | 2 h 40 min 10 s |       |
| 80                 | Zepherinus Joseph    | Sainte-Lucie              | 2 h 44 min 19 s |       |
| 81                 | Marcel Matanin       | Slovaquie                 | 2 h 50 min 26 s |       |
| -                  | Hendrick Ramaala     | Afrique du Sud            | DNF             |       |
| -                  | Zebedayo Bayo        | Tanzanie                  | DNF             |       |
| -                  | Hailu Negussie       | Éthiopie                  | DNF             |       |
| -                  | Viktor Röthlin       | Suisse                    | DNF             |       |
| -                  | Al Mustafa Riyadh    | Bahreïn                   | DNF             |       |
| -                  | Rômulo Wagner        | Brésil                    | DNF             |       |
| -                  | Ian Syster           | Afrique du Sud            | DNF             |       |
| -                  | Zsolt Bácskai        | Hongrie                   | DNF             |       |
| -                  | Azat Rakipov         | Biélorussie               | DNF             |       |
| -                  | Dmytro Baranovskyy   | Ukraine                   | DNF             |       |
| -                  | Rachid Ghanmouni     | Maroc                     | DNF             |       |
| -                  | Rachid Ziar          | Algérie                   | DNF             |       |
| -                  | Mustapha Bennacer    | Algérie                   | DNF             |       |
| -                  | André Luiz Ramos     | Brésil                    | DNF             |       |
| -                  | Luis Fonseca         | Venezuela                 | DNF             |       |
| -                  | Khalid El Boumlili   | Maroc                     | DNF             |       |
| -                  | John Nada Saya       | Tanzanie                  | DNF             |       |
| -                  | Gil da Cruz Trindade | Timor oriental            | DNF             |       |
| -                  | Jussi Utriainen      | Finlande                  | DNF             |       |
| -                  | Jean-Paul Gahimbaré  | Burundi                   | DNF             |       |
| -                  | Luc Krotwaar         | Pays-Bas                  | DNS             |       |

## Légende
Records et Performances
- AR : Record continental (area record)
- CR : Record des championnats (championship record)
- MR : Record du meeting (meet record)
- NR : Record national (national record)
- OR : Record olympique (olympic record)
- PR : Record paralympique (paralympic record)
- PB : Record personnel (personal best)
- SB : Meilleure performance personnelle de la saison (season's best)
- WL : Meilleure performance mondiale de l'année (world leader)
- WJR : Record du monde junior (world junior record)
- WR : Record du monde (world record)

Circonstances et Conditions
- DNF : N'a pas terminé (did not finish)
- DNS : N'a pas pris le départ (did not start)
- DQ : Disqualification (disqualification)
- NM : Aucun essai valable enregistré (No Mark)
- Q : Qualifié « directement » au prochain tour (ou à la prochaine compétition), lors d'une compétition majeure, grâce au classement ou à la réalisation des minima (automatic qualifier)
- q : Qualifié au prochain tour (ou à la prochaine compétition), lors d'une compétition majeure, grâce au repêchage ou à la réalisation de l'une des meilleures performances parmi celles des « non qualifiés directement » (grâce au meilleur temps ou à la meilleure distance par exemple) (secondary qualifier)